# س. هاميلتون سانفورد
س. هاميلتون سانفورد (بالإنجليزية: C. Hamilton Sanford)‏ هو شخصية أعمال أمريكي، ولد في 28 مايو 1873 في كليفلاند في الولايات المتحدة، وتوفي في 16 فبراير 1942 في دي ويت في الولايات المتحدة.